# Barbara Zapolja
Barbara Zapolja (madžarsko Szapolyai Borbála, poljsko Barbara Zápolya) je bila od leta 1512 do 1515 poljska kraljica in litovska velika kneginja in prva žena kralja 
Sigismunda I. Starega, * 1495, Trenčin, † 2. oktober 1515, Krakov.
Sigismundova poroka z Barbaro je utrdila poljsko-ogrsko zavezništvo proti Habsburžanom v nasledstvenih sporih za prestol Kraljevine Ogrske. Zavezništvo je bilo kratkotrajno, ker je ponovno izbruhnila moskovsko-litovska vojna, ki je Sigismunda prisilila poiskati zavezništvo pri Habsburžanih. 
Barbara je bila mati brandenburške volilne kneginje Hedvike in Ane. Kmalu po Aninem rojstvu je umrla.

## Življenje
Barbara je bila rojena v družini magnata in vojvode Štefana Zapolja in njegove žene Hedvike (Jadvige) Tešinske, hčerke kneza  Přemislava Tešinskega iz rodbine Pjastov. Bila je sestra bodočega ogrskega kralja Ivana Zapolja.
Na začetku 16. stoletja je v Budimu na dvoru svojega brata Vladislava II. Ogrskega, kralja Ogrske in Češke, živel tudi bodoči poljski kralj Sigismund I., ki ni imel skoraj nobenega premoženja in na Poljskem nobenih posesti. V tem času se je zbližal z družino Zapolja. Po smrti poljskega kralja Aleksandra I. Poljskega avgusta 1506, ki je umrl brez dediča, je poljski Sejm izvolil Sigismunda za njegovega naslednika.
Poročna pogodba med 45-letnim Sigismundom in 16-letno Barbaro je bila podpisana decembra 1511. Barbara je 6. februarja 1512  v spremstvu članov svoje družine in poljskih plemičev pripotovala v Krakov in se  8. februarja 1512 v Vavelski stolnici poročila s poljskim kraljem Sigismundom I. Po poroki je bila v Vavelski stolnici kronana za poljsko kraljico in veliko kneginjo LItve. Nevestina dota je bila ogromna in znašala 100.000 zlatnikov. Kraljica je v zameno dobila v last več poljskih mest, privilegijev in denarja.
Poroka je bila posledica dolgoletnih političnih spletk in dogajanj, povezanih tako z notranjo politiko na Ogrskem (nepripravljenost ogrskega plemstva, da bi okrepilo vpliv Habsburžanov v svoji državi), kot na Poljskem (njena konfrontacija z Moskvo in Tevtonskim viteškim redom). Družinsko življenje Sigismunda in Barbare je kljub veliki razliki v letih in političnem ozadju potekalo dokaj dobro. Njegov  prijazen odnos do Barbare dokazuje njegovih dvajset ohranjenih pisem. O njeni blagi naravi in pobožnosti pričajo njeni sodobniki. V politično življenje Poljske se ni vtikala. Maja 1513 je v Poznanju rodila svojo prvo hčer Jadvigo (Hedviko), ki se je leta 1535 poročila z brandenburškim elektorjem Joahimom II. Hektorjem.
Kasneje je večino svojega življenja preživela sama v Vilni, saj je njen mož napovedal vojno Moskovski veliki kneževini. Zaradi pobožnosti in "svetosti" svoje kraljice so nekateri sodobniki zmago Litovcev in Poljakov nad ruskimi četami v bitki pri Orši pripisali Barbarinim nenehnim molitvam. 
Leta 1515 je Barbara rodila drugo hčer Ano, ki je umrla kmalu po porodu. V začetku oktobra 1515  je tudi sama umrla zaradi poporodne mrzlice. Pokopana je v Vavelski stolnici v Krakovu.

## Vir
- Duczmal, Małgorzata (2012). Jogailaičiai (litovsko). Prevod Birutė Mikalonienė; Vyturys Jarutis. Vilnius: Mokslo ir enciklopedijų leidybos centras. ISBN 978-5-420-01703-6.

| Barbara Zapolja Rodbina ZapoljaRojen: 1495 Umrl: 2. oktober 1515 |                                                            |                        |
| Nazivi za člane kraljevske družine                               |                                                            |                        |
| Predhodnik: Helena Moskovska                                     | Kraljica-žena Poljske Velika kneginja-žena Litve 1512–1515 | Naslednik: Bona Sforza |